# Media Foundation
Media Foundation是微軟在Windows上推出的下一代多媒體開發庫，目的是為Windows平台提供統一的多媒體影音解決方案，開發者可以透過Media Foundation播放影片和聲音文件、進行影音編碼或者多媒體文件轉碼等等工作。Media Foundation是DirectShow為主的舊式多媒體應用程序接口的替代者與繼承者，在微軟的計畫下將逐步汰換DirectShow技術。Media Foundation僅支援Windows Vista或更新的系統。
Media Foundation擅長高品質的音訊和視訊播放，高清內容（如HDTV,高清電視）和數位版權管理（DRM）訪問控制。Media Foundation在不同的Windows版本上能力不同，在Windows Vista上僅支持WMV格式，但到了Windows 7後添加了H264編碼支持。Windows 8上則多了數種更高品質的設定。

## 架構

Media Foundation架構

Media Foundation（以下簡稱MF）架構分為控制層（Control layer），核心層（Core layer）與平台層（Platform layer）。大部分MF功能均由核心層提供，開發者則由控制層來控制行為。一般開發者僅須了解控制層與核心層，幾乎不須接觸平台層。
Media Foundation提供了兩種編程模型，第一種是以Media Session為主的媒體管道模型（Media pipeline）。但是媒體管道模型太過複雜，且曝露過多底層細節，故微軟於Windows 7上推出第二種編成模型，內含SinkWriter、SourceReader、以及Transcode API三部分，大大簡化了MF的使用難度。
媒體管道（pipeline）分三個組成部分：媒體來源（Media Source），媒體接收器（Media Sink）和媒體平台變換（Media Foundation Transforms）。

### 媒體平台變換
媒體平台變換（Media Foundation Transforms）推出了一個革新式的技術DirectX Media Objects（DMOs）。混合DMO的/ MFT的對象也可以創建。應用程序可以使用MFTs內的管道，或直接使用它們作為獨立的對象。其種類如下：
- 音訊和視訊編解碼器
- 音訊和視訊效果
- Multiplexers和demultiplexers
- Tees
- 色彩空間轉換器
- Sample-rate converters
- 視訊定標器（Video scalers）

微軟建議開發人員編寫MFTs，取代DirectShow篩選器。

### 增強型視訊渲染器
Media Foundation使用Enhanced Video Renderer（EVR）作為渲染器。它可以組合多達16個同步流（simultaneous streams），第一流是一個參考流（reference stream）。

## 與DirectShow比較
MF有以下好處：
- 可擴展的高清晰度內容和數位版權管理保護（DRM-protected）的內容。
- 允許DirectX視訊加速用於之外DirectShow的基礎設施。支持DXVA 2.0。
- MF的可擴展性（extensibility），使不同的內容保護系統一起運作。
- 使用多媒體類別計劃程序服務（MMCSS），是一個新的系統服務在Windows Vista。

而MF支持的視訊格式較DirectShow有限是其缺點。。

## 應用支援
Media Foundation首次適用於Windows Vista,可見諸於media playback applications.

## 外部連結
- Microsoft Media Foundation SDK
- Media Foundation Development Forum
- Media Source Metadata （页面存档备份，存于）
- Media Foundation Pipeline （页面存档备份，存于）
- Media Foundation Architecture （页面存档备份，存于）
- About the Media Session （页面存档备份，存于）
- About the Media Foundation SDK （页面存档备份，存于）
- Enhanced Video Renderer